# Oriane Jaillardon
Oriane Jaillardon (30 de julio de 2005) es una deportista francesa que compite en natación sincronizada. Ganó una medalla de bronce en los Juegos Europeos de Cracovia 2023 y una medalla de bronce en el Campeonato Europeo de Natación de 2022.

## Palmarés internacional
| Juegos Europeos    | Juegos Europeos    | Juegos Europeos   | Juegos Europeos |
| Año                | Lugar              | Medalla           | Prueba          |
| ------------------ | ------------------ | ----------------- | --------------- |
| 2023               | Oświęcim (Polonia) | Medalla de bronce | Equipo técnico  |
| Campeonato Europeo |                    |                   |                 |
| Año                | Lugar              | Medalla           | Prueba          |
| 2022               | Roma (Italia)      | Medalla de bronce | Equipo técnico  |